# Veljko Paunović
Veljko Paunović (nascut el 21 d'agost del 1977 a Strumica, Macedònia, Iugoslàvia) és un exfutbolista serbi que va desenvolupar part de la seva carrera esportiva a l'estat espanyol. Posteriorment fa d'entrenador de futbol.